# Angraecopsis breviloba
Angraecopsis breviloba es una orquídea epífita originaria del este de África tropical.

## Distribución y hábitat
Se encuentra distribuida por Kenia y Tanzania. Habita los bosques de montaña, a menudo, cerca de arroyos y en las plantaciones de cítricos en alturas de 1300 a 2400 m s. n. m., requiere condiciones muy umbrías y clima cálido a fresco.

## Descripción
Es una orquídea monopodial y epífita de pequeño tamaño con un tallo  muy corto del que surgen 4 hojas de 5 a 7 cm de largo, caducas, liguladas y con el ápice bilobulado de manera desigual. La inflorescencia es axilar y flexible, formando racimos en ángulos que pueden ser ascendentes o colgantes, con brácteas envainadas obtusas o agudas que contienen desde unas cuantas a muchas diminutas flores (5 mm). La floración se produce en verano y otoño.

## Taxonomía
Angraecopsis breviloba fue descrita por Victor Samuel Summerhayes y publicado en Botanical Museum Leaflets 11: 256. 1945.
Etimología
Angraecopsis: nombre genérico que se refiere a su parecido con el género Angraecum.
breviloba: epíteto latino que significa "de lóbulos cortos".
Sinonimia
- Coenadenium amaniense (Summerh.) Szlach. (2003).
- Angraecopsis tenuicalcar Summerh. (1945).[4]